# Fraser Institute
O Instituto de economia Fraser, baseado no Canadá, foi descrito como politicamente conservador e economicamente libertário. Sua missão declarada é "para medir, estudar e comunicar o impacto dos mercados competitivos e intervenção do governo sobre o bem-estar dos indivíduos."
De acordo com o 2014 Global Think Tanks Índice Report, publicado pela Universidade da Pensilvânia, Fraser é o mais importante Tunk Tank do México e Canadá".
Seu relatório anual de liberdade econômica se chama Economic Freedom of the World.